# アジアリーグアイスホッケー2005-2006
アジアリーグアイスホッケー2005-2006シーズンは、2005年9月24日から2006年3月26日にかけて開催された。優勝はコクド（2シーズン連続2度目）。

## 参加チーム
- 2005年6月6日、昨シーズンよりアジアリーグに参加していたロシアのゴールデンアムールが、親会社の業績不振で参加しない事を表明した。
- 2005年6月6日、韓国・春川に本拠地を置く「カンウォンランド」が参加する予定と発表された。6月23日、カンウォンランドは戦力的に他のチームより劣る事や選手補強の目処が立たないことから今シーズンの参加を一旦は見送るとされていたが、7月21日、新規参入が再度認められた。
- 2005年7月21日、中国・北京に本拠地を置き北欧国籍の若手選手を中心とした「ノルディック・バイキングス」の新規参入が認められた。これにより、2005-2006シーズンの参加チームは昨シーズンより1チーム多い9チームとなった。
- 日光アイスバックスは2005年1月11日、現在の栃木県日光市に加えて兵庫県神戸市を新たに本拠地とするダブルフランチャイズ制を採用、7月1日よりチーム名を日光アイスバックスから「日光神戸アイスバックス」と改めた。関西を本拠地とするチームはアイスホッケー・日本のアイスホッケー事情の項で述べた福徳相互銀行以来、33年ぶりの復活となった。
- 安養ハルラウィニアが「安養ハルラ」へ改称した。

| チーム                       | 本拠地                     |
| ---------------------------- | -------------------------- |
| 日光神戸アイスバックス       | 栃木県日光市、兵庫県神戸市 |
| 日本製紙クレインズ           | 北海道釧路市               |
| 王子製紙                     | 北海道苫小牧市             |
| コクドアイスホッケーチーム   | 東京都西東京市             |
| 安養ハルラウィニア           | 京畿道安養市               |
| カンウォンランド             | 江原道春川市               |
| ハルビンアイスホッケーチーム | 黒竜江省ハルビン市         |
| チチハルアイスホッケーチーム | 黒竜江省チチハル市         |
| ノルディックバイキングス     | 北京市                     |

## 外国籍選手枠
また、外国籍選手の枠について、昨年度の成績を元に大幅に見直しとなった。
- 中国2チーム（ハルビン、チチハル）は3人から5人へ（2人増）
- 韓国の安養ハルラは3人から4人へ（1人増）
- 日本の日光神戸アイスバックスは1人から2人へ（1人増）
- その他の日本の3チーム（コクド、日本製紙クレインズ、王子製紙）は従来通り1人
- 日系外国籍選手の扱いはこれまでどおり外国籍選手枠には含まれない。
- 日本、韓国、中国国籍の選手は、自国以外の加盟チームに移籍した場合、外国籍選手枠には含まない（新規）
  - 例、日本国籍の選手が中国のチチハルでプレーする場合、外国籍選手枠には含まれない。

## 試合方式
- 予選リーグ　9チームの4回総当り32試合+グループゲーム6試合の38試合とする。

グループゲームとは、2005-2006年度シーズンから初めて試みる試合方式で、参加各国のアイスホッケーファン確保と、ホームタウンの充実、より力の拮抗した試合を行う目的で各国のチームそれぞれに6試合ずつを割り当てる。
| チーム名                                        | 全チームの共通試合     | グループゲーム対象試合                                                                                                  |
| ----------------------------------------------- | ---------------------- | --- |
| 日本国内の4チーム                               | 通常の9チーム4回総当り | 日本国内4チーム同士による2回総当り                                                                                      |
| 韓国の2チーム                                   | 通常の9チーム4回総当り | 韓国2チームの直接対決5試合+ノルディック・バイキングスとの1試合                                                          |
| 中国（ノルディック・バイキングスを除く2チーム） | 通常の9チーム4回総当り | ノルディック・バイキングスを除く2チームの直接対決2試合+ノルディック・バイキングスを含めた中国3チーム同士の間で2回総当り |
| ノルディック・バイキングス                      | 通常の9チーム4回総当り | 中国3チーム同士の間での2回総当り+韓国の2チームとの1試合ずつ                                                             |

- 決勝トーナメント　予選リーグ第6位までのチームが進出。その内1位と2位は自動的に準決勝にコマを進める。全て5戦3勝制。準決勝まではステップラダー形式で行う。
  - 1回戦は（A）予選3位vs6位、同じく（B）4位vs5位。
  - 準決勝は予選1位vs（A）の試合の勝者、予選2位vs（B）の試合の勝者。
  - 決勝戦は準決勝勝ち上がりチーム同士で行われる。
- 勝ち点、Vゴール延長戦、決勝トーナメントなどの仕組みは第2回に同じ。

## レギュラーリーグ
|    | チーム                     | GP | W  | OTW | T | OTL | L  | GF-GA   | Pts |
| -- | -------------------------- | -- | -- | --- | - | --- | -- | ------- | --- |
| 1. | 日本製紙クレインズ         | 38 | 30 | 2   | 1 | 0   | 5  | 240:066 | 95  |
| 2. | 安養ハルラ                 | 38 | 25 | 0   | 0 | 3   | 10 | 164:100 | 78  |
| 3. | コクド                     | 38 | 24 | 0   | 4 | 1   | 9  | 156:078 | 77  |
| 4. | 王子イーグルス             | 38 | 22 | 0   | 4 | 2   | 10 | 159:087 | 72  |
| 5. | ノルディック・バイキングス | 38 | 20 | 2   | 1 | 0   | 15 | 129:108 | 65  |
| 6. | 日光神戸アイスバックス     | 38 | 16 | 2   | 2 | 1   | 17 | 103:118 | 55  |
| 7. | カンウォンランド           | 38 | 7  | 2   | 2 | 1   | 26 | 096:143 | 28  |
| 8. | ハルビン                   | 38 | 7  | 1   | 1 | 0   | 29 | 068:198 | 24  |
| 9. | チチハル                   | 38 | 3  | 0   | 1 | 1   | 33 | 061:278 | 11  |

- GP:試合数、W:60分勝利、OTW:延長戦勝利、T:引き分け、OTL:延長戦負け、L:60分負け、Goals:総得点と総失点、Pts:勝点

## プレーオフ
| 1回戦                    | 1回戦 |  |  | セミファイナル     | セミファイナル |  |                    | ファイナル | ファイナル |
|                          |       |  |  |                    |                |  |                    |            |            |
|                          |       |  |  | 日本製紙クレインズ | 3              |  |                    |            |            |
| 王子イーグルス           | 3     |  |  | 王子イーグルス     | 0              |  |                    |            |            |
| ノルディックバイキングス | 1     |  |  |                    |                |  | 日本製紙クレインズ | 2          |            |
|                          |       |  |  |                    |                |  | コクド             | 3          |            |
|                          |       |  |  | アニャンハルラ     | 1              |  |                    |            |            |
| コクド                   | 3     |  |  | コクド             | 3              |  |                    |            |            |
| 日光神戸アイスバックス   | 0     |  |  |                    |                |  |                    |            |            |

## 表彰

### 最優秀選手
| 部門       | 受賞者   | 所属   |
| 最優秀選手 | 菊地尚哉 | コクド |

### ベスト6
| 部門                   | 受賞者               | 所属               |
| ベストプレイメイクFW   | デレク・プラント     | 日本製紙クレインズ |
| ベストオフェンシブFW   | 宋東桓               | 安養ハルラ         |
| ベストディフェンシブFW | 藤田キヨシ           | コクド             |
| ベストオフェンシブDF   | 伊藤賢吾             | 日本製紙クレインズ |
| ベストディフェンシブDF | ヤロスラフ・ネドベド | 安養ハルラ         |
| ベストGK               | 二瓶次郎             | 日本製紙クレインズ |

### 個人タイトル
| 部門           | 受賞者           | チーム             | 成績 |
| 最多得点       | 宋東桓           | 安養ハルラ         | 31   |
| 最多アシスト   | デレク・プラント | 日本製紙クレインズ | 47   |
| 最多ポイント   | デレク・プラント | 日本製紙クレインズ | 75   |
| 最優秀防御率GK | 二瓶次郎         | 日本製紙           | 1.65 |

### その他
| 部門                         | 受賞者   | 所属               |
| ヤングガイ・オブ・ザ・イヤー | 西脇雅仁 | 日本製紙クレインズ |
| 最優秀監督                   | 岩崎伸一 | コクド             |
| ベストレフリー               | 川村一彦 | 東京               |
| ホッケータウンインアジア     | 安養市   |                    |